# Electrocaptivus xui
Electrocaptivus xui — викопний вид сітчастокрилих комах нез'ясованого таксономічного статусу, що існував у крейдовому періоді (99 млн років тому). Відомий з решток личинки першої стадії (німфи), що знайдена у бірманському бурштині. За зовнішнім виглядом личинки вид можна однозначно ідентифікувати як представника надродини Myrmeleontoidea. До якої родини належить вид незрозуміло.

## Опис
Личинка завдовжки 5 мм. Личинка поєднує в собі ознаки різних родин. Довга «шия», яка з'єднує голову і грудний відділ, подібна шию личинок сучасних Nemopteridae. Довгі щетинки з боків тіла подібні на аналогічні органи у личинок золотоочок. Подібні щетинки, швидше за все, використовувалися для закріплення на спині камуфляжу з рослинного сміття, який захищав личинку від очей хижаків. На внутрішній стороні щелеп в Electrocaptivus знаходилася пара здвоєних зубців. У всіх інших личинок Myrmeleontiformia щелепні зубці одинарні.